# S/S Daphne (1890)
S/S Daphne var ett svenskt ångdrivet lastfartyg som torpederades under både första och andra världskriget. Hon sjönk 1940.

## Historik
Daphne hade torpederats två gånger, första gången under första världskriget. Året 1911 hade ångaren inköpts till Sverige av skeppsredaren J. Ingemansson i Mörrum, hon övertogs i Hamburg och fick under svensk flagg behålla namnet Naparima. I maj 1918 var Naparima på väg över Nordsjön med en trälast från Göteborg till Grimsby. Dagen efter avgången från Bergen torpederades två ångare i konvojen. Den 10 maj då Naparima, genom skador på maskin sackat efter de övriga fartygen i konvojen och befann sig utanför den engelska ostkusten, inträffade strax efter midnatt en torpedexplosion. Samma scenario skulle upprepa sig 1940 men med allvarligare konsekvenser. Vid denna explosion höll sig fartyget flytande på trälasten, hon vattenfylldes men kunde bogseras in i hamn. Naparima var därmed den enda svenska ångare som bärgades efter en torpedering under första världskriget. 1918 såldes Naparima till Svenska Lloyd i Göteborg och fick till befälhavare kapten E. Grönvall, som kort dessförinnan förlorat S/S Victoria och S/S Visbur genom torpedering. Naparima omdöptes sedan till Bolivia och såldes 1934 till rederiet Eeroo i Tallinn och under estnisk flagg fick hon namnet Eos. När Estland ockuperades av Sovjetunionen 1940 sattes rederiets fartyg under svensk flagg och Eos som då befann sig utanför skagerackspärren, omdöptes till Daphne och fick sin hemort i Stockholm. Några månader efter Daphnes torpedering sänktes också en finsk ångare vid namn Daphne. Av de två fartygsbesättningarna överlevde endast en man.

## Torpederingen
Daphne hade den 1 november 1940 på svenska konsulatet i Glasgow mönstrat en helt ny besättning. Den 18 november avgick Daphne i konvoj mot Lissabon. Några dygn efter avgången fick hon åter maskinproblem och sackade efter konvojen. Reparationer utfördes och hon fortsatte ensam på utsatt kurs mot Lissabon. I enlighet med instruktionerna gick fartyget med släckta lanternor. Hon hade ej heller neutralitetsmärken utan var helt svart och gråmålad. Den 4 december kl 03:20 träffades Daphne av en torped midskepps på babordssidan. Den ende överlevande av besättningen, Stewarden R. Wadström som tidigare varit med om S/S Nils Gorthons torpedering, rusade omedelbart efter andre styrman Olsson och kocken G. Jönsson upp på däck. De hoppade ner till flotten på akterluckan, men i samma ögonblick bröts Daphne på mitten med ett oerhört brak. Akterskeppet sjönk omedelbart, varvid Wadström drogs ned under vattnet, men lyckades ta sig upp till ytan igen. Just då sjönk även förskeppet och han fick sig en ny resa under vattnet. Bruten i två delar hade Daphne sjunkit inom loppet av en halv minut och efter tre minuter var allting tyst i natten. Medan Wadström låg i vattnet kunde han på avstånd urskilja en ubåt vars nationalitet han inte kunde avgöra. Wadström fortsatte att simma tills han efter tre timmar i gryningen fick tag på en livflotte, på vilken han lyckades ta sig upp. Wadström berättar:
Skinnet på händerna var delvis borta, några kläder hade jag praktiskt taget inte på mig, men i ett vattentätt fodral hade jag lyckats rädda pass, pipa, tobak och en cigarettändare. Av mina kamrater såg jag inga spår. Det var 18 man som förblev borta. Egentligen skulle besättningen uppgått till 20 man, men mässpojken, som mönstrat i England och upptagits på rullan, hade uteblivit i sista stund och därmed undgått sitt öde. Efter sex timmar på flotten blev jag räddad av en spansk ångare. Då satt jag i min ensamhet naken på flotten och rökte pipa i solskenet. Det var ångaren Genoveva F av Sevilla som vid middagstiden den 4 december sydväst om Cabo Espichel siktat tre flottar och en mängd spillror från förolyckade fartyg.
På en av flottarna fann man en överlevande - Wadström - som omedelbart togs ombord. Han var vid god vigör och fick erforderlig hjälp. En av Genovevas livbåtar sattes i sjön och undersökte övriga flottar samt en livbåt som låg med kölen i vädret, för att finna flera skeppsbrutna. Inga fler överlevande kunde emellertid upptäckas. Ångaren styrde därefter skilda kurser över området men utan resultat, varför Genoveva F efter tre timmars sökande återtog sin kurs och landsatte Wadström i Sevilla.